# والتر إدوارد هاريس
والتر إدوارد هاريس هو محامي وسياسي كندي، ولد في 14 يناير 1904، وتوفي في 10 يناير 1999. حزبياً، نشط في الحزب الليبرالي الكندي. وقد انتخب عضو مجلس العموم الكندي.